# 玉置半右衛門
玉置半右衛門（1838年11月17日—1910年11月1日），日本明治時代出身於八丈島的拓荒者及企業家。致力於開發日本在太平洋上的島嶼，開墾過的地區包括小笠原群島、伊豆群島的鳥島和琉球列島的大東群島。

## 生平

### 小笠原島
- 1857年（安政4年）19歲時，隻身前往江戶進行買賣，但最後失敗收場。因此在1858年（安政5年）至1860年（萬延5年）期間，以幼時在八丈島習得的木匠專長在橫濱工作，期間在與橫濱的外國人接觸時，得知了外國人喜好使用鳥羽毛作為棉被的內裡。
- 1862年（文久2年）24歲，以木匠的專長跟著小笠原島的開墾團前往小笠原群島進行開墾，並住在父島上，並得知了附近有個鳥島，島上隨時都有數不盡的信天翁棲息。但1863年幕府下令小笠原群島上居民停止開墾撤回本土。
- 1868年（明治元年）30歲，大政奉還後江戶改名為東京，已經搬到江戶的玉置半右衛門與21歲的伊藤邊上結婚。
- 1876年（明治9年），玉置半右衛門的長子鍋太郎出生。同年明治政府決定重新開發小笠原群島，玉置再度前往小笠原群島的父島參予開墾。
- 1880年（明治13年），次子鐮三郎出生。同時，妻子邊上開始再東京販賣八丈島的特產「黃八丈」，引起好評，銷售超出預期，取得資金的玉置開始經營東京至八丈島間的航運業。
- 1882年（明治15年），三男傳出生。
- 1883年（明治16年），長女美知出生，邊上於東京的買賣，和玉置的航運生意越來越好。

### 鳥島
- 1887年（明治20年），玉置向東京府提出「鳥島停泊申請」，雖未取得核准，但仍私下前往鳥島進行實地勘查及探險，確認大量信天翁的存在。返回東京後，重新提出鳥島開發申請，申請中完全沒有提到信天翁，而是以牛羊畜牧的名義來申請。
- 1888年（明治21年）50歲，取得免費開發鳥島10年的許可。玉置立刻變賣東京所有家產，組成53人的開墾團，帶著妻子前往鳥島進行開發。
- 信天翁體型龐大，動作遲緩，非常容易捕捉，估計玉置每年約捕捉10萬隻，估計在15年內共列補了約100萬隻以上的信天翁。補抓到的信天翁羽毛成為羽毛被的原料，肉製成罐頭，骨頭作為肥料送回日本本土；因為信天翁是候鳥，每年10月來到島上，4月離開，4月後玉置改收集鳥糞作為肥料。
- 由於事業的順利，玉置在東京成立了「玉置商會」，玉置的財富也不斷的增加，直到1893年（明治26年）將鳥島委託給專人負責後，與家人搬回東京。
- 1898年，鳥島開發十年期滿，雖然在過去十年內除了獵補信天翁外幾乎沒有對鳥島進行任何的開發，但還是再次取得了新的十年開發許可。
- 1902年，鳥島火山爆發，使得當時島上的工作人員全數死亡，隔年玉置原本計畫重新回到島上繼續列捕信天翁，但開始遭到東京府的禁止。
- 在這15年間，因為玉置在鳥島上的濫捕，導致信天翁從鳥島絕跡，雖然玉置是個成功的企業家，但也有破壞生態了不好風評。

### 大東群島
- 雖然玉置失去捕捉信天翁的事業，但是玉置也開發了新的「寶島」，大東群島。在玉置前往開發之前，許多開墾者對於大東群島的開發皆以失敗收場。
- 1899年，正式取得南大東島和北大東島的的使用許可後，便從八丈島和東京帶領24人前往開發，開發中嘗試種植蔬菜、蕃薯、棉花、麥等農作，最後確認甘蔗是最合適的農作，也確認將從事製糖業。
- 1902年（明治35年）陸續從沖繩島引進開墾者，使得南大東島上人口增加到120人，製糖事業也進入軌道。島上也建立了運送甘蔗專用軌道，並開始分配土地給開墾者，部分拓荒者得以建立自己的住所，並經營私人農場，但土地仍為向玉置商會借用，並非轉讓。而島上玉置商會為了避免島民的離開，所給予的報酬是玉置商會自行發行的「貨幣代用券」（玉置紙幣），並非日本通用的貨幣，僅能在島上玉置商會自行開設的商店使用，出了島外也無法使用。
- 島上開墾者增加到2000人後，開始開墾北大東島。
- 1906年，玉置取得沖大東島15年的開墾許可，但最後玉置並沒有前往該島開墾過。
- 玉置商社取得北大東島和南大東島的所有權，使兩島成為「社有島」，不受政府管轄，以所謂「殖民地的經營」對待島上的甘蔗農民，限制島上所有生活，居民更不能擅自離島，也被批評為缺乏道德的經營方式。

#### 大東群島的後續
- 1910年（明治43年）：玉置半右衛門過世。
- 1916年（大正5年）：由於玉置商會資金轉運困難，決定將南大東島和北大東島上的事業賣給東洋製糖公司。
- 1927年：因為世界金融恐慌，東洋製糖被大日本製糖合併，但島上仍然維持玉置商社最初的「殖民地」經營模式。
- 1946年：琉球列島進入美國軍政時期，島民脫離製糖公司的支配，並正式建村，成為南大東村和北大東村。
- 1950年：島上製糖設備轉移給大東糖業負責經營。
- 1964年：確認島上的耕地為島上居民所有，並非大日本製糖，島民終於獲得自己的土地。

## 外部連結
- 玉置半右衛門肖像 （页面存档备份，存于）　（日本國立國會圖書館） - 肖像照片
- 玉置半右衛門生涯簡介[永久]　（南大東島的歷史）